# Oromediterrani

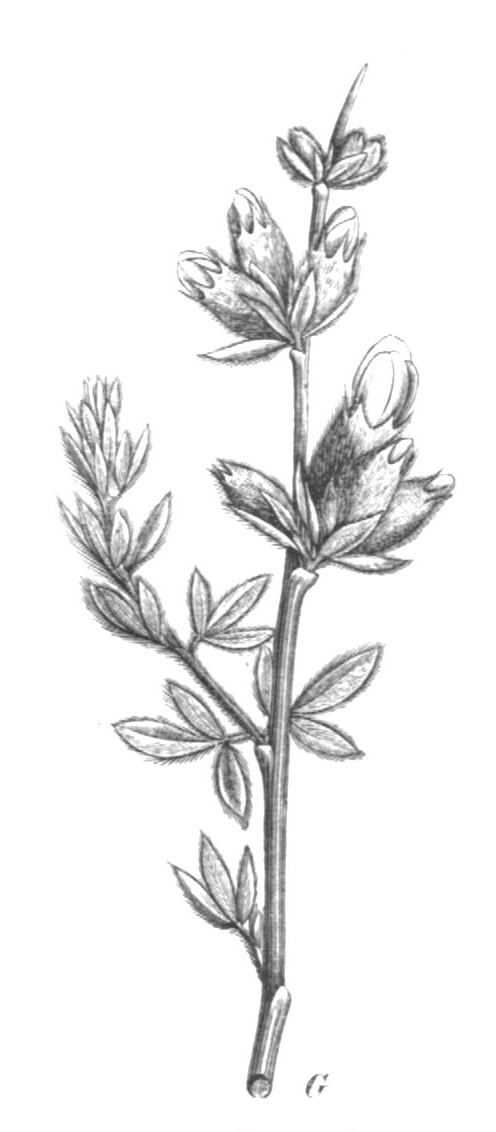
L'eriçó (Erinacea anthyllis) és una planta en coixinet espinós típica de la zona oromediterrània

Oromediterrani és un estatge bioclimàtic d'alta i mitjana muntanya mediterrània, de clima fred a l'hivern i relativament sec a l'estiu, que comprèn les altes muntanyes de la part sud de la península Ibèrica i les de l'Àfrica del Nord, per damunt de l'alzinar clímax. En els casos més clars correspon a un estatge inferior, sovint sec i clar, de coníferes, al qual per amunt segueix un matollar xeracàntic (coixinets espinosos) que a les muntanyes més altes pot ser seguit per una vegetació glareícola hemicriptofítica. Influències de la vegetació oromediterrània arriben a les muntanyes catalanídiques meridionals.